# Albrektsorden
Albrektsorden (tyska: Albrechts-Orden) var en sachsisk kunglig förtjänstorden, instiftad den 31 december 1850 av Fredrik August II av Sachsen och döptes efter Albrekt III av Sachsen-Meissen. Albrektsorden utdelades till den som tjänat den sachsiska staten med civil förtjänst, vetenskapen eller konsten.
Albrektsorden bestod av sex grader 1914.

## Grader
Den 30 april 1884 tillkom storkorset med gyllene stjärna som en specialklass. Officerskorset tillkom som en egen klass den 11 juni 1890.
1. Storkorset med gyllene stjärna[1]
Storkorset[1]
2. Kommendör av första klassen[1]
3. Kommendör av andra klassen[1]
4. Officer (tyska: Offizierskreuz)[1]
5. Riddare av första klassen[1]
6. Riddare av andra klassen[1]